# کوستور (بلغارستان)
کوستور (به بلغاری: Kostur) یک منطقهٔ مسکونی در بلغارستان است که در شهرستان اسویلنگراد واقع شده‌است.